# Лубяники
Лубяники — село в России, расположено в Касимовском районе Рязанской области. Входит в состав Китовского сельского поселения.

## Географическое положение
Село Лубяники расположено примерно в 39 км к юго-западу от центра города Касимова. Ближайшие населённые пункты — село Чарус к северу и деревня  Ламша к востоку.

## История
Деревня Лубяники впервые упоминается в 1676 г.  В 1902 г. в деревне была построена церковь и она стала селом. В 1905 году село Лубяники относилось к Китовской волости Касимовского уезда и имело 266 дворов при численности населения 1652 чел.
С 1929 по 1963 год село входило в состав Ижевского района.
До 2006 г. село Лубяники было административным центром Лубяникского сельского округа.

## Население
| 1859 | 1897  | 1906  | 2010 |
| ---- | ----- | ----- | ---- |
| 966  | ↗1333 | ↗1652 | ↘195 |

## Транспорт и связь
Село соединено с районным центром асфальтированной дорогой с регулярным автобусным сообщением.
В селе Лубяники имеется одноимённое сельское отделение почтовой связи (индекс 391325).

## Достопримечательности
К югу от села находится Окский государственный заповедник.

## Известные уроженцы
Штрякин, Матвей Иванович (1915 - 1990) - лётчик, Герой Советского союза.